# Sonic Boom
Sonic Boom este un serial de televiziune pentru copii animat pe computer produs de Sega of America, Inc. și Technicolor Animation Productions (fostul OuiDo! Productions în sezonul 1) în colaborare cu Lagardére Thèmatiques și Jeunesse TV respectiv pentru canalele Cartoon Network, Canal J și Gulli. Bazat pe franciza de jocuri video Sonic the Hedgehog creată de Sega, serialul este al cincilea desen animat bazat pe franciză și primul produs în animație generată de computer și în rezoluție înaltă.
Serialul face parte din franciza spin-off Sonic Boom, care mai conține trei jocuri video: Rise of Lyric, Shattered Crystal și Fire & Ice; o serie de benzi desenate publicată de Archie Comics și o linie de jucării de Tomy.
Serialul a avut în Statele Unite pe Cartoon Network pe 8 noiembrie 2014 și în Franța pe Canal J și Gulli pe 19 noiembrie 2014. Premiera în România a fost pe 7 noiembrie 2015 pe postul Megamax.

## Despre serial
Sonic, Tails, Amy, Knuckles, și Sticks locuiesc pe insula Bygone și o apără împreună cu satul anonim în care stau de diverse amenințări, printre care savantul nebun Doctor Eggman și creațiile sale robotice.

## Personaje
- Ariciul Sonic (en. Sonic the Hedgehog) - Sonic este un arici albastru cu o mare viteză și liderul grupului. Nu ca și celelalte incarnații, această versiune a lui Sonic are brațe cu blană albastră și poartă o bandană maro.
- Miles "Tails" Prower - Tails este o vulpe cu două cozi și mâna dreaptă a lui Sonic. El poartă ochelari de protecție și curea cu unelte și servește ca expertul în mecanică și tehnologie al grupului. Invențiile lui Tails nu merg întotdeauna cum el intenționează, deși el este foarte încrezător în abilitățile sale.
- Amy Rose - Amy este o fată arici și cel mai plin de viață membru al grupului. Ea folosește în timpul luptelor un ciocan uriaș. La fel ca și în celelalte seriale, Amy este îndrăgostită de Sonic, însă apare a fi mai precaută în legătură cu asta decât celelalte versiuni ale sale.
- Knuckles Echidna - Knuckles este o echidnă roșie și membrul musculos al grupului, al cărui redesign este cel mai drastic dintre celelalte personaje alterate pentru serial. Knuckles este acum mai înalt, este mai musculos și poartă panglici sportive în jurul mâinilor în loc de mănuși sportive ghimpate. De asemenea în acest serial Knuckles este cam prostuț și deseori îi enervează pe ceilalți.
- Sticks Bursucul - Sticks este o fată bursuc pricepută în folosirea bumerangurilor ce provine din junglă. Ea este un individual paranoic cu obiceiuri sălbatice, căreia îi place să caute prin gunoi și să privească obiecte strălucitoare. Uneori poate părea nebună, însă nebunia ei se poate abate spre genialitate, astfel ea putând să caute soluții la care nimeni nu s-ar fi putut gândi.
- Doctor Eggman - Un savant nebun care este dușmanul tuturor locuitorilor de pe insula Bygone și locuiește într-o fortăreață din largul coastei insulei. În acest serial Eggman este tipic interpretat ca fiind mai de grabă un fel de bufon a cărui scheme sunt de obicei considerate enervante decât înfricoșătoare. De asemenea, acesta chiar apare a fi în condiții de prietenie cu eroii, însă acest lucru de obicei duce la o schemă în care acesta încearcă să îi înfrângă.
  - Orbot - Acolitul robot în formă de glob al lui Eggman. El este cel mai formal și mai greu de cap dintre cei doi, de cele mai multe ori fiind total sincer la cheltuiala lui Eggman.
  - Cubot - Acolitul robot în formă de cub al lui Eggman. El este cel mai încet și mai prostănac dintre cei doi, de cele mai multe ori neînțelegând afirmațiile celorlalte personaje.

## Dublajul în limba română
Dublajul a fost realizat de studiourile BTI:
- Paul Zurbău - Sonic Hedgehog
- Cosmin Petruț - Miles "Tails" Power
- Alina Leonte - Amy Rose
- Florian Silaghi/Patrick Negrean - Knuckles Echidna
- Anca Sigmirean - Sticks Bursucul
- Petre Ghimbășean - Doctor Eggman
- Alexandru Rusu - Orbot
- Răzvan Vicoveanu - Cubot, Dave Stagiarul, alte voci
- Sebastian Lupu - Castorul Pretenţios
- Richard Balint - Cimpanzeu de Comedie
- Adrian Moraru - alte voci
- Corina Cernea - alte voci
- Ion Abrudan - alte voci
- Ion Ruscuț - alte voci
- Richard Balint - alte voci
- Sebastian Lupu - alte voci
- Sorin Ionescu - alte voci
- Alexandru Rusu - alte voci
- Răzvan Vicoveanu - alte voci
- Gabriela Codrea - alte voci
- Mirela Corbeanu - alte voci

## Episoade
| Premiera   | Premiera   | N/o | Titlu român                                     | Titlu englez                                            |
| ---------- | ---------- | --- | ----------------------------------------------- | ------------------------------------------------------- |
|            |            |     |                                                 |                                                         |
| SEZONUL 1  |            |     |                                                 |                                                         |
|            |            |     |                                                 |                                                         |
| 08.11.2014 | 06.11.2015 | 01  | Partenerul                                      | The Sidekick                                            |
|            |            |     |                                                 |                                                         |
| 08.11.2014 | 07.11.2015 | 02  | Poate un geniu malefic să stea la voi?          | Can an Evil Genius Crash on Your Couch for a Few Days ? |
|            |            |     |                                                 |                                                         |
| 22.11.2014 | 08.11.2015 | 03  | Draga mea Sticks                                | My Fair Sticksy                                         |
|            |            |     |                                                 |                                                         |
| 07.02.2015 | 09.11.2015 | 04  | Circul jefuitorilor                             | Circus of Plunders                                      |
|            |            |     |                                                 |                                                         |
| 17.07.2015 | 21.11.2015 | 05  | Politica ușilor închise                         | Closed Door Policy                                      |
|            |            |     |                                                 |                                                         |
| 14.02.2015 | 11.11.2015 | 06  | Knuckles ghinionistul                           | Unlucky Knuckles                                        |
|            |            |     |                                                 |                                                         |
| 18.04.2015 | 12.11.2015 | 07  | Blestemul Templului prieteniei                  | The Curse of Buddy Buddy Temple                         |
|            |            |     |                                                 |                                                         |
| 14.07.2015 | 22.11.2015 | 08  | Albastru de invidie                             | Blue with Envy                                          |
|            |            |     |                                                 |                                                         |
| 15.11.2014 | 14.11.2015 | 09  | Tradu asta                                      | Translate This                                          |
|            |            |     |                                                 |                                                         |
| 15.11.2014 | 15.11.2015 | 10  | Prietenul                                       | Buster                                                  |
|            |            |     |                                                 |                                                         |
| 06.12.2014 | 16.11.2015 | 11  | Eggman multiplicat                              | Eggheads                                                |
|            |            |     |                                                 |                                                         |
| 17.01.2015 | 17.11.2015 | 12  | Vinovăția                                       | Guilt Tripping                                          |
|            |            |     |                                                 |                                                         |
| 25.04.2015 | 23.11.2015 | 13  | Să ne jucăm de-a scaunele muzicale              | Let's Play Musical Friends                              |
|            |            |     |                                                 |                                                         |
| 29.11.2014 | 19.11.2015 | 14  | Bucluc dublu                                    | Double Doomsday                                         |
|            |            |     |                                                 |                                                         |
| 22.11.2014 | 20.11.2015 | 15  | Fortăreața dezordinii                           | Fortress of Squalitude                                  |
|            |            |     |                                                 |                                                         |
| 11.04.2015 | 25.11.2015 | 16  | Gigantul adormit                                | Sleeping Giant                                          |
|            |            |     |                                                 |                                                         |
| 15.07.2015 | 26.11.2015 | 17  | Blestemul elanului cu privire crucișă           | Curse of the Cross Eyed Moose                           |
|            |            |     |                                                 |                                                         |
| 28.02.2015 | 27.11.2015 | 18  | Țintește jos                                    | Aim Low                                                 |
|            |            |     |                                                 |                                                         |
| 28.03.2015 | 28.11.2015 | 19  | Doar eu am puterea                              | Sole Power                                              |
|            |            |     |                                                 |                                                         |
| 31.01.2015 | 29.11.2015 | 20  | Robotul văcuță                                  | Cowbot                                                  |
|            |            |     |                                                 |                                                         |
| 21.02.2015 | 01.12.2015 | 21  | Meteoritul                                      | The Meteor                                              |
|            |            |     |                                                 |                                                         |
| 24.01.2015 | 08.12.2015 | 22  | Frate, unde e Eggman?                           | Dude, Where's My Eggman ?                               |
|            |            |     |                                                 |                                                         |
| 07.03.2015 | 09.12.2015 | 23  | Cum să fi malefic fără să vrei?                 | How to Succeed in Evil Without Really Trying            |
|            |            |     |                                                 |                                                         |
| 14.03.2015 | 11.12.2015 | 24  | Să nu mă judeci                                 | Don't Judge Me                                          |
|            |            |     |                                                 |                                                         |
| 04.04.2015 | 30.11.2015 | 25  | Ziua ariciului                                  | Hedgehog Day                                            |
|            |            |     |                                                 |                                                         |
| 21.03.2015 | 11.12.2015 | 26  | Sosul de tomate al lui Eggman                   | Dr. Eggman's Tomato Sauce                               |
|            |            |     |                                                 |                                                         |
| 26.09.2015 | 10.11.2015 | 27  | Bătălia roboților                               | Robot Battle Royale                                     |
|            |            |     |                                                 |                                                         |
| 19.09.2015 | 13.11.2015 | 28  | Nu am fost eu, a fost ariciul cu un singur braț | It Wasn't Me, It Was the One-Armed Hedgehog             |
|            |            |     |                                                 |                                                         |
| 21.07.2015 | 02.12.2015 | 29  | Eggman autorul                                  | Eggman the Auteur                                       |
|            |            |     |                                                 |                                                         |
| 16.07.2015 | 03.12.2015 | 30  | O după-amaziă de Chili Dog                      | Chili Dog Day Afternoon                                 |
|            |            |     |                                                 |                                                         |
| 13.07.2015 | 04.12.2015 | 31  | La Amy                                          | Chez Amy                                                |
|            |            |     |                                                 |                                                         |
| 23.07.2015 | 05.12.2015 | 32  | E mai bine în doi                               | Two Good to Be True                                     |
|            |            |     |                                                 |                                                         |
| 02.05.2015 | 06.12.2015 | 33  | Taxă de întârziere                              | Late Fees                                               |
|            |            |     |                                                 |                                                         |
| 29.08.2015 | 18.12.2015 | 34  | Înfruntarea prietenilor                         | Bro-Down Showdown                                       |
|            |            |     |                                                 |                                                         |
| 09.05.2015 | 07.12.2015 | 35  | În sălbăticie                                   | Into the Wilderness                                     |
|            |            |     |                                                 |                                                         |
| 20.07.2015 | 12.12.2015 | 36  | Knuckles primarul                               | Mayor Knuckles                                          |
|            |            |     |                                                 |                                                         |
| 16.05.2015 | 13.12.2015 | 37  | Eggman deconectat                               | Eggman Unplugged                                        |
|            |            |     |                                                 |                                                         |
| 24.07.2015 | 14.12.2015 | 38  | Dincolo de valea roboților                      | Beyond the Valley of the Cubots                         |
|            |            |     |                                                 |                                                         |
| 22.07.2015 | 15.12.2015 | 39  | Doar un tip                                     | Just a Guy                                              |
|            |            |     |                                                 |                                                         |
| 05.09.2015 | 19.12.2015 | 40  | Războaie târziu în noapte                       | Late Night Wars                                         |
|            |            |     |                                                 |                                                         |
| 24.10.2015 | 20.12.2015 | 41  | Modele de urmat                                 | Role Models                                             |
|            |            |     |                                                 |                                                         |
| 08.08.2015 | 16.12.2015 | 42  | Răzbunarea de anul nou                          | New Year's Retribution                                  |
|            |            |     |                                                 |                                                         |
| 10.10.2015 | 18.11.2015 | 43  | Prietenii cățelușilor                           | Fuzzy Puppy Buddies                                     |
|            |            |     |                                                 |                                                         |
| 01.08.2015 | 21.12.2015 | 44  | Următorul personaj negativ faimos               | Next Top Villain                                        |
|            |            |     |                                                 |                                                         |
| 12.09.2015 | 22.12.2015 | 45  | Foc într-un atelier aglumerat                   | Fire in a Crowded Workshop                              |
|            |            |     |                                                 |                                                         |
| 22.08.2015 | 17.12.2015 | 46  | Tails este îndrăgostit                          | Tails' Crush                                            |
|            |            |     |                                                 |                                                         |
| 31.10.2015 | 23.12.2015 | 47  | Suferință într-un spațiu închis                 | Cabin Fever                                             |
|            |            |     |                                                 |                                                         |
| 15.08.2015 | 24.12.2015 | 48  | Înfruntarea formațiilor de băieți               | Battle of the Boy Bands                                 |
|            |            |     |                                                 |                                                         |
| 03.10.2015 | 20.11.2015 | 49  | Accesul roboților interzis                      | No Robots Allowed                                       |
|            |            |     |                                                 |                                                         |
| 07.11.2015 | 25.12.2015 | 50  | Contra-productiv                                | Counter Productive                                      |
|            |            |     |                                                 |                                                         |
| 17.10.2015 | 26.12.2015 | 51  | Eroi desemnați                                  | Designated Heroes                                       |
|            |            |     |                                                 |                                                         |
| 14.11.2015 | 27.12.2015 | 52  | E nevoie de tot satul ca să-l învingi pe Sonic  | It Takes a Village to Defeat a Hedgehog                 |
|            |            |     |                                                 |                                                         |
| SEZONUL 2  |            |     |                                                 |                                                         |
|            |            |     |                                                 |                                                         |
| 29.10.2016 |            | 01  |                                                 | Tommy Thunder: Method Actor                             |
|            |            |     |                                                 |                                                         |
| 19.11.2016 |            | 02  |                                                 | Spacemageddonocalypse                                   |
|            |            |     |                                                 |                                                         |
| 26.11.2016 |            | 03  |                                                 | Nutwork                                                 |
|            |            |     |                                                 |                                                         |
| 03.12.2016 |            | 04  |                                                 | Alone Again, Unnaturally                                |
|            |            |     |                                                 |                                                         |
| 10.12.2016 |            | 05  |                                                 | The Biggest Fan                                         |
|            |            |     |                                                 |                                                         |
| 17.12.2016 |            | 06  |                                                 | Anything You Can Do, I Can Do Worse-er                  |
|            |            |     |                                                 |                                                         |
| 24.12.2016 |            | 07  |                                                 | I Can Sea Sonic's Fear from Here                        |
|            |            |     |                                                 |                                                         |
| 31.12.2016 |            | 08  |                                                 | In the Midnight Hour                                    |
|            |            |     |                                                 |                                                         |
| 07.01.2017 |            | 09  |                                                 | Multi-Tails                                             |
|            |            |     |                                                 |                                                         |
| 14.01.2017 |            | 10  |                                                 | Strike !                                                |
|            |            |     |                                                 |                                                         |
| 21.01.2017 |            | 11  |                                                 | The Evil Dr. Orbot                                      |
|            |            |     |                                                 |                                                         |
| 28.01.2017 |            | 12  |                                                 | Knuck Knuck ! Who's Here ?                              |
|            |            |     |                                                 |                                                         |
| 04.02.2017 |            | 13  |                                                 | Mech Suits Me                                           |
|            |            |     |                                                 |                                                         |
| 11.02.2017 |            | 14  |                                                 | FiendBot                                                |
|            |            |     |                                                 |                                                         |
| 18.02.2017 |            | 15  |                                                 | Og Man Out                                              |
|            |            |     |                                                 |                                                         |
| 25.02.2017 |            | 16  |                                                 | Knine-to-Five Knuckles                                  |
|            |            |     |                                                 |                                                         |
| 04.03.2017 |            | 17  |                                                 | Blackout                                                |
|            |            |     |                                                 |                                                         |
| 11.03.2017 |            | 18  |                                                 | Unnamed Episode                                         |
|            |            |     |                                                 |                                                         |
| 22.04.2017 |            | 19  |                                                 | Eggman's Brother                                        |
|            |            |     |                                                 |                                                         |
| 18.03.2017 |            | 20  |                                                 | Robot Employees                                         |
|            |            |     |                                                 |                                                         |
| 06.05.2017 |            | 21  |                                                 | Robots from the Sky                                     |
| 13.05.2017 |            | 22  |                                                 | Robots from the Sky                                     |
| 20.05.2017 |            | 23  |                                                 | Robots from the Sky                                     |
| 27.05.2017 |            | 24  |                                                 | Robots from the Sky                                     |
|            |            |     |                                                 |                                                         |
| 01.07.2017 |            | 25  |                                                 | Inn Sanity                                              |
|            |            |     |                                                 |                                                         |
| 30.09.2017 |            | 26  |                                                 | Three Minutes or Less                                   |
|            |            |     |                                                 |                                                         |
| 25.03.2017 |            | 27  |                                                 | Give Bees a Chance                                      |
|            |            |     |                                                 |                                                         |
| 15.04.2017 |            | 28  |                                                 | Nominatus Rising                                        |
|            |            |     |                                                 |                                                         |
| 01.04.2017 |            | 29  |                                                 | Mombot                                                  |
|            |            |     |                                                 |                                                         |
| 29.04.2017 |            | 30  |                                                 | Do Not Disturb                                          |
|            |            |     |                                                 |                                                         |
| 26.08.2017 |            | 31  |                                                 | If You Build It They Will Race                          |
|            |            |     |                                                 |                                                         |
| 03.06.2017 |            | 32  |                                                 | Flea-ing from Trouble                                   |
|            |            |     |                                                 |                                                         |
| 08.04.2017 |            | 33  |                                                 | Muckfoot                                                |
|            |            |     |                                                 |                                                         |
| 22.07.2017 |            | 34  |                                                 | Return of the Buddy Buddy Temple of Doom                |
|            |            |     |                                                 |                                                         |
| 09.09.2017 |            | 35  |                                                 | Vector Detector                                         |
|            |            |     |                                                 |                                                         |
| 17.06.2017 |            | 36  |                                                 | Planes, Trains and Dude-Mobiles                         |
|            |            |     |                                                 |                                                         |
| 24.06.2017 |            | 37  |                                                 | Sticks and Amy's Excellent Staycation                   |
|            |            |     |                                                 |                                                         |
| 29.07.2017 |            | 38  |                                                 | Eggman's Anti Gravity Ray                               |
|            |            |     |                                                 |                                                         |
| 15.07.2017 |            | 39  |                                                 | The Haunted Lair                                        |
|            |            |     |                                                 |                                                         |
| 10.06.2017 |            | 40  |                                                 | Lightning Bowler Society                                |
|            |            |     |                                                 |                                                         |
| 07.10.2017 |            | 41  |                                                 | Lair on Lockdown                                        |
|            |            |     |                                                 |                                                         |
| 08.07.2017 |            | 42  |                                                 | Mister Eggman                                           |
|            |            |     |                                                 |                                                         |
| 19.08.2017 |            | 43  |                                                 | Where Have All the Sonics Gone ?                        |
|            |            |     |                                                 |                                                         |
| 14.10.2017 |            | 44  |                                                 | You and I Bee-come One                                  |
|            |            |     |                                                 |                                                         |
| 21.10.2017 |            | 45  |                                                 | Don't Make Me Angry                                     |
|            |            |     |                                                 |                                                         |
| 12.08.2017 |            | 46  |                                                 | Three Men and My Baby !                                 |
|            |            |     |                                                 |                                                         |
| 02.09.2017 |            | 47  |                                                 | Chain Letter                                            |
|            |            |     |                                                 |                                                         |
| 28.10.2017 |            | 48  |                                                 | Eggman Family Vacation                                  |
|            |            |     |                                                 |                                                         |
| 05.08.2017 |            | 49  |                                                 | Victory                                                 |
|            |            |     |                                                 |                                                         |
| 04.11.2017 |            | 50  |                                                 | Return to Beyond the Valley of the Cubots               |
|            |            |     |                                                 |                                                         |
| 11.11.2017 |            | 51  |                                                 | Eggman: The Video Game - Part 1                         |
|            |            |     |                                                 |                                                         |
| 11.11.2017 |            | 52  |                                                 | Eggman: The Video Game - Part 2: The End of the World   |
|            |            |     |                                                 |                                                         |